# Myrmecopteris sarcopus
Myrmecopteris sarcopus là một loài thực vật có mạch trong họ Polypodiaceae. Loài này được (Teijsm. & Binn.) Pic. Serm. miêu tả khoa học đầu tiên năm 1977.